# Hiob Kara

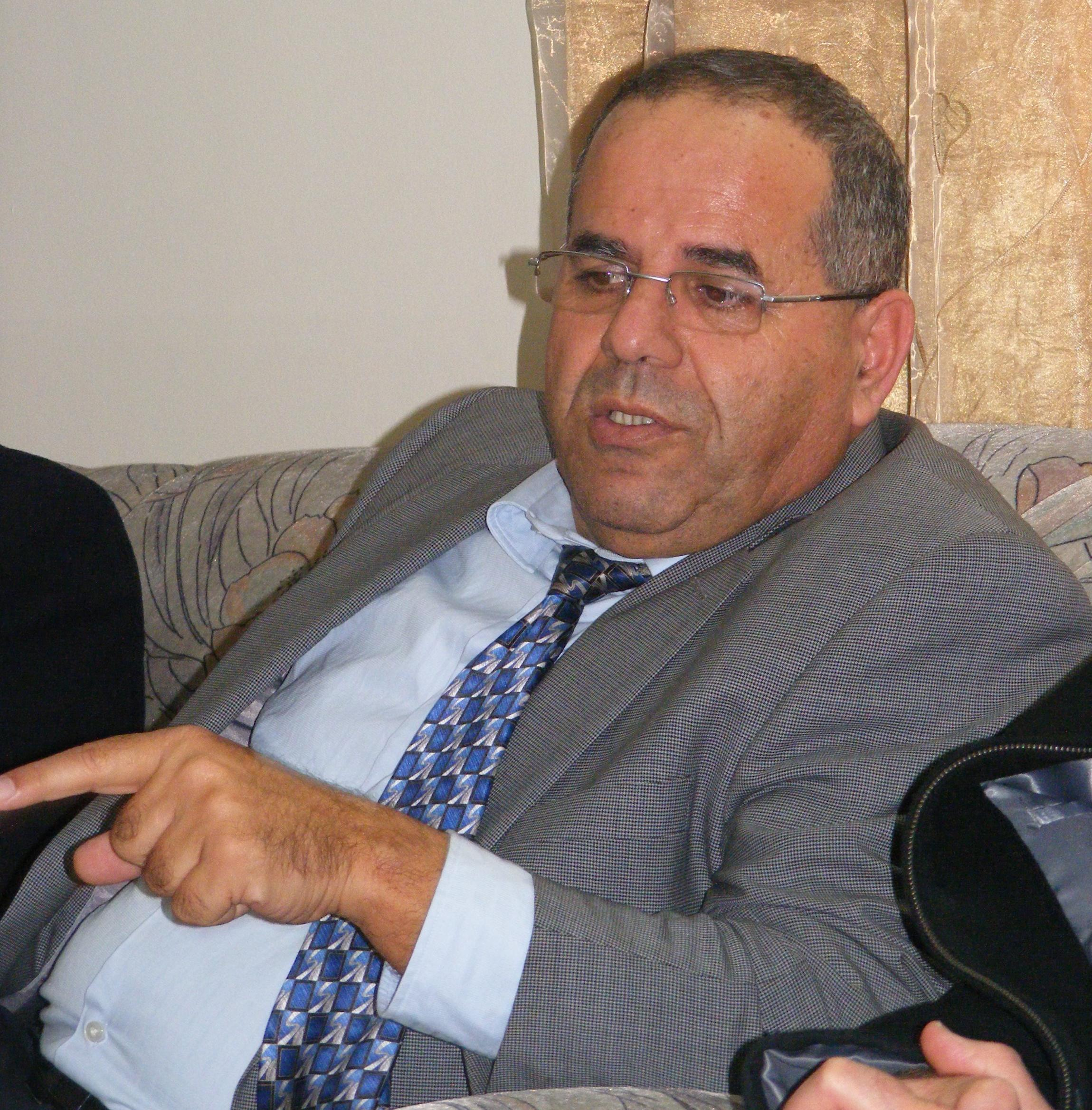
Hiob Kara (Ayyūb Qara)

Hiob Kara (hebräisch אִיּוֹב קָרָא Iyyov Qara, arabisch أيوب قرا, DMG Ayyūb Qarā; * 12. März 1955 in Dalijat al-Karmel, Israel) ist ein drusischer israelischer Politiker. Er war Knessetabgeordneter des Likud sowie vom 31. März 2009 bis zum 18. März 2013 stellvertretender Minister für die Entwicklung des Negev und Galiläas. Er ist Gegner von Israels einseitigem Abkoppelungsplan, bevorzugt gegenüber dem Iran eine militärische Lösung, unterstützt die Dreistaatenlösung und den israelischen Siedlungsbau im Westjordanland.
Seit dem 29. Mai 2017 war er Kommunikationsminister der 34. israelischen Regierung unter Ministerpräsident Benjamin Netanjahu.

## Leben

### Anfänge (1996–2006)
Kara stand 1996 auf Platz 35 der Wahlliste des Parteienbündnisses von Likud-Gescher-Tzomet, die jedoch nur 32 Sitze erhielt. Er drängte den Likud-Parteivorsitzenden Ariel Scharon, für einen arabischstämmigen Vertreter innerhalb der Regierung einzutreten. Scharon meinte auch, dass ein arabischer Minister in der Regierung nötig sei. Kara wurde bei den Wahlen 1999 gewählt, womit er der dritte drusische Knessetabgeordnete des Likud wurde, nach Amal Nasser el-Din (hebräisch אמל נַסֵּר אֵל דין) und As'ad As'ad (hebräisch אסעד אסעד). Er wurde zum Präsidenten der Knesset ernannt. Bei den Wahlen 2003 wurde er in seinem Mandat bestätigt und wurde Vorsitzender des Anti-Drug Committee. Bezüglich der zweiten Intifada verurteilte er die arabischen Knessetabgeordneten für die Hetze.
Kara leistete öffentlich Widerstand gegen Israels einseitigen Abkoppelungsplan. Daher wurde er wegen „wiederholter Störungen“ zusammen mit Michael Ratzon fast aus der Knesset ausgeschlossen. Als Scharon seine Pläne bekannt gab, aus dem Likud auszutreten, weigerte Kara sich, sich der Kadima, der neuen Partei von Ministerpräsident Ariel Scharon, anzuschließen. Er kritisierte die zur Kadima übergetretenen Knessetabgeordneten, insbesondere Scha’ul Mofas, wegen dessen Berichtigung des Scharon-Plans, der anschließend vom Kabinett gebilligt wurde. Kara pries die „ruhmvolle Vergangenheit des Likud“ und erklärte, dass Likud trotz der Spaltung stärker als zuvor zurückkehren würde. Bei den Wahlen 2006 verlor er sein Mandat, als Likud lediglich 12 Sitze erhielt.
Obwohl er nicht mehr in der Knesset war, verblieb er in der Politik. Er traf sich mit verschiedenen Einwohnern von Hebron und kritisierte den Abbruch eines jüdischen Hauses. Dabei erklärte er, dass die Kadima-Vorsitzende Tzipi Livni „für die Hamas geeignet“ sei.

### Tätigkeit als Minister (2009–2013)
Kara rief bei den Wahlen 2009 zur Einheit zwischen Drusen und Juden auf, „um zionistische Gemeinsamkeiten zu betonen, … die in den letzten Jahren vergessen worden seien“. Dabei erinnerte er seine Wähler daran, dass er ein Gegner von Israels einseitigem Abkoppelungsplan sei und machte dies zu einem wesentlichen Teil seiner Kampagne.
Bei der Wahl 2009 stand Kara auf Platz 23 von Likuds Wahlliste. Als Likud 27 Sitze errungen hatte, gelangte er in die Knesset und wurde daraufhin am 31. März 2009 zum stellvertretenden Minister für die Entwicklung des Negev und Galiläas ernannt. Er ist der erste nichtjüdische israelische Nationalist, der einen Ministerposten erhält. Kara widersetzte sich der Koalition mit Kadima und meinte, dass Likud „keinen Raum für Verräter“ habe.
Als Vizeminister betrachtet Kara das mangelnde Bevölkerungswachstum der Israelis als eine wachsende Bedrohung für den Staat Israel. Er förderte die Entwicklung des Negev und Galiläas, um Israelis dazu zu ermuntern, dort zu bleiben und zu arbeiten. Er setzte sich dafür ein, dass ehemalige israelische Soldaten kostenlos in den Universitäten im Negev und Galiläa sowie an der neuen medizinischen Schule in Galiläa studieren dürfen.
Er unterstützte auch den Bau von Casinos im Negev. Außerdem förderte er ein Förderungsprogramm in der Knesset, das drusische Israelis zu Feuerwehrmännern ausbildet, die in jüdischen Siedlungen in Westjordanland zum Einsatz kommen sollen. Im September 2010 begannen mit Karas Hilfe Freiwillige von ZAKA damit, Rettungsdienst in von israelischen Drusen und israelischen Arabern bewohnten jüdischen Siedlungen im Norden Israels zu leisten. Sie begannen dabei mit Beit Jann und Yirka. Er unterstützt den Siedlungsbau in der West Bank. Bei einem Besuch von Machpela im April 2010 drängte er die israelische Regierung dazu, „nein zu Barack Hussein Obama zu sagen“ und mehr jüdische Siedlungen in der West Bank zu bauen. Er nahm an Veranstaltungen teil, die das Ende des 10-monatigen Stopps des Siedlungsprojekts feierten. Einen Monat später stand er einer Bewegung vor, die einen Besuch des Libanons durch Mahmud Ahmadineschad verhindern wollte.

### Beziehungen zum Ausland
Die israelischen Beduinen des Tarabin Stammes gewannen die Unterstützung Karas, um die Freilassung von Uda Tarabin (hebräisch עוּדָה טָרָאבּין) zu erreichen, der in Abwesenheit verurteilt worden war. So hatte Ägypten den israelischen Beduinen Uda Tarabin inhaftiert und wegen Spionage für Israel zu 15 Jahren Freiheitsstrafe verurteilt. Kara führte auch eine Gruppe von Drusen, Beduinen und Moslems an, die sich mit der Familie von Gilad Shalit trafen, womit Shalits Freilassung von der Hamas unterstützt werden sollte. Kara traf sich im März 2010 mit dem türkischen Botschafter in Israel, Ahmet Oğuz Çelikkol, um die israelisch-türkischen Beziehungen zu verbessern. Bei dem Treffen bezeichnete er die Türkei als einen „bewährten“ Freund Israels. Die Beziehungen verschlechterten sich jedoch nach dem Ship-to-Gaza-Zwischenfall rapide.
Kara widersetzte sich auch der Blauen Linie, die mitten durch Ghadschar verlaufen sollte, weil viele der Bewohner Ghadschars auf beiden Seiten des Grenzzaunes in Israel arbeiten und über die israelische Staatsbürgerschaft verfügen und verglich die Blaue Linie deswegen mit der Berliner Mauer.
Im Jahre 2010 trug Kara zur Verbesserung der wirtschaftlichen und humanitären Hilfe zwischen Israel und Syrien bei. So durften drusische Bauern auf dem Golan schließlich Wasser aus Syrien beziehen und jährlich tausende Tonnen Äpfel exportieren. Außerdem durften Drusen zum ersten Mal seit Jahrzehnten wieder ihre Verwandten in Syrien besuchen und dort auch Organ-Transplantationen vornehmen lassen. Außerdem hat er Begräbnisse für Familien zwischen Syrien, Libanon und Golan organisiert. Kara hofft, dass diese „Brüche in der dicken Mauer zwischen Israel und Syrien“ eines Tages zu echten Friedensverhandlungen zwischen den beiden Ländern führen, oder mindestens zum Abbau bürokratischer Hürden, die die humanitäre Hilfe zwischen Israel und Syrien behindern.
Kara rief auch dazu auf, den Golan von Minen zu räumen, indem er erklärte, dass diese für Reisende gefährlich und für die Verteidigung Israels unnötig seien. Als einige europäische Politiker Israel besuchten, machten Kara und andere Knessetmitglieder die Europäer auf die desolate finanzielle Situation der israelischen Vertriebenen aus Gaza (infolge des Sharon-Plans) aufmerksam.
Kara besuchte Österreich im Dezember 2010 und traf sich dabei mit Heinz-Christian Strache, dem Parteivorsitzenden der FPÖ und lobte ihn auf einer Pressekonferenz im Rahmen seiner Terrorbekämpfung als einen „wahren Freund Israels“. Die Juden Österreichs kritisiertedn daraufhin in einem Brief an den israelischen Premierminister Benjamin Netanjahu das Treffen. So war Gegenstand der Beschwerde das Lob und die Ehrerbietung, die Kara der FPÖ und den Parteimitgliedern entgegenbrachte. Die sei – angesichts der antisemitischen Bemerkungen der FPÖ und ihres Lobs für das Nazi-Regime des Dritten Reichs – besonders verwerflich. Israel fuhr daraufhin seine diplomatischen Beziehungen mit Österreich zurück, als die FPÖ in die österreichische Regierung eintrat. Zudem traf Kara auch Patrik Brinkmann, früher Mitglied der rechtsextremen Deutschen Volksunion.
Bei einer Sitzung im Februar 2011 zur Entwicklungshilfe für Nigeria in London lud Suleiman Alhariri – Leiter einer Delegation vom Südsudan – Kara zu einem Besuch nach Juba ein und bot ihm in seiner Eigenschaft als stellvertretender Minister Israels die Aufnahme wirtschaftlicher und diplomatischer Beziehungen mit dem neu zu gründenden Staat Südsudan an. Dabei erklärte Kara, dass „seine Loyalität zum Staat Israels […] auf den Glauben an sein Existenzrecht zurückzuführen sei“. Er sehe deswegen auch keine Alternative, weil sie „die alleinige Insel der Vernunft im Nahen Osten ist, wo Demokratie für alle Bürger besteht, und wo die Rechte von Bürgern mehr respektiert werden als in jedem anderen Ort“.

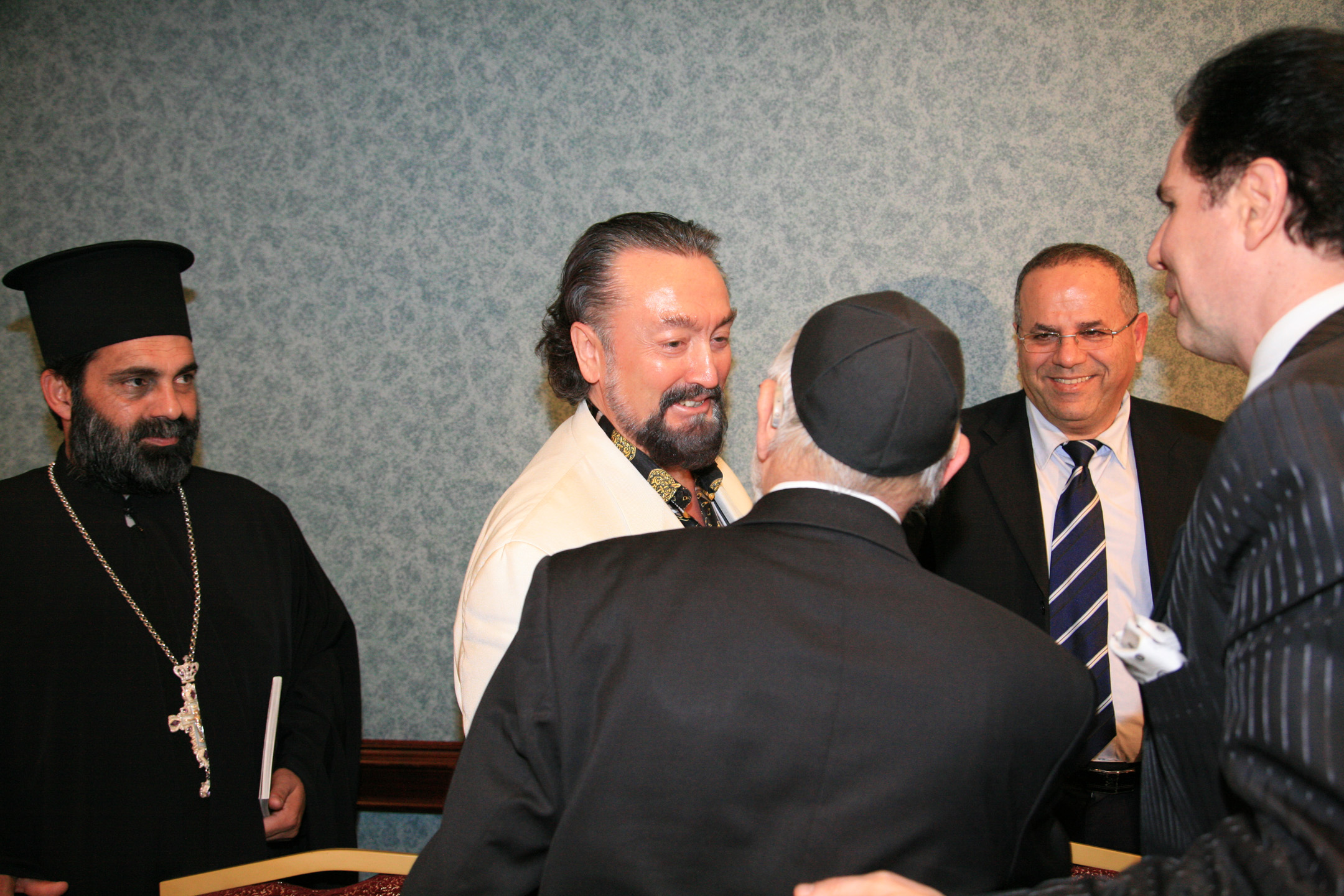
Hiob Kara und Delegation von jüdischen, muslimischen, drusischen sowie christlichen religiösen Repräsentanten beim Gastgeber Harun Yahya.

Kara leitete auch eine Delegation von jüdischen, muslimischen, drusischen sowie christlichen religiösen Repräsentanten, um interreligiöse Beziehungen in Istanbul zu diskutieren. TV-Show-Gastgeber war Harun Yahya. Die Delegation präsentierte eine Liste jüdischer religiöser Stätten in Syrien, die wegen des syrischen Bürgerkriegs bedroht seien und daher geschützt werden sollten.

## Politische Positionen
Kara ist als treuer Konservativer in der Knesset bekannt, der die Ansicht der „Falken“ (hawkish) der Zionisten vertritt. Er ist Gegner des Scharon-Plans und widersetzte sich dem Stopp des Siedlungsbaus 2009/2010. Er unterstützt die Faktion des Moshe Feiglin Manhigut Jehudit (מַנְהִיגוּת יְהוּדִית „Jüdische Leitkultur“) innerhalb des Likud. Er sprach sich auch für die Todesstrafe im Rahmen der Terrorbekämpfung aus.

### Gaza
Während der Zeit, in der Israels einseitiger Abkoppelungsplan umgesetzt werden sollte, forderte Kara vom Premier Ariel Sharon, drusischen Soldaten keine Aufgaben zuzuteilen, die mit dem Abzug zu tun hätten, solange die Drusen gegen den Abzug seien und nichts damit zu tun haben wollten. In einem Interview mit der WorldNetDaily erklärte Kara: „Der Abzug wird für die israelische Sicherheit schreckliche Folgen nach sich ziehen. Hamas wird, sobald Israel Gaza verlässt, das Land kontrollieren und es dazu verwenden, um mehr Angriffe gegen Israel zu starten.“ Zudem wurde ihm mit der Ausweisung aus Knesset gedroht, als er versuchte, den Scharon-Plan zu verhindern, als es die mehrheitliche Billigung der Knesset fand. Die israelischen Medien nannten ihn den „Propheten der Furien“. Jahre zuvor widersetzte er sich dem militärischen Abzug aus dem Libanon im Rahmen des Libanonkrieges 1982 und warnte davor, dass die Hisbollah mangels israelischer Präsenz dort die Kontrolle erhalten werde.
Nach dem Ship-to-Gaza-Zwischenfall sprach Kara mit dem führenden Mufti in der Türkei. Er erzählte dem Mufti, dass Israel die Operation gesetzlich und human geleitet habe, und präsentierte Tatsachen, die seine Aussagen unterstützen sollten. Außerdem meinte er, dass „Israel das humanitärste Land im Nahen Osten“ sei und „sich nie der humanitären Versorgung Gazas widersetzt habe“. Die Flottille-Veranstalter hätten jedoch vorgehabt, Israel zu provozieren. Er bat den Mufti, Brüderlichkeit zwischen Israel und der Türkei zu predigen, „dass es keine Sieger im Krieg gibt.“
Bei einem Interview, das der TV-Show-Master Harun Yahya führte, erklärte Kara, dass Flottillen humanitäre Hilfe und nicht Waffen transportieren dürften. Kara meinte, dass Israel mit der Türkei zusammenarbeiten wolle, um humanitäre Hilfe für Gaza zu leisten.

### Iran
Kara bevorzugt gegenüber dem Iran eine militärische Lösung und versicherte, dass andere muslimische Nationen einen israelischen Militärschlag gegen den Iran passiv unterstützen würden.
Im April 2010 erkläre Kara, dass er von einer Israelin persisch-jüdischer Herkunft angesprochen wurde. Sie sollte im Namen eines iranischen Kernwissenschaftler um Asyl in Israel bitten. Kara antwortete, dass er helfen würde.
Als Mahmud Ahmadineschad den Libanon besuchen wollte, organisierte Kara eine Veranstaltung, bei der 2000 blau-weiße Ballons bei der Ankunft Ahmadinejads aufsteigen würde. Er erklärte, dass „die Ballons die Tatsache versinnbildlichen, dass das jüdische Volk hier schon seit 2000 Jahren Exil wieder zurückgefunden hätte und nirgendwo anders hin ginge“. Kara meinte auch, dass selbst als Nichtjude er Israels Freiheit und Demokratie bewundern würde und fügte hinzu, dass wenn es keine Israelis in der Region gäbe, der gesamte Nahe Osten wie der Mittlere Osten und Iran aussehen würde. Kara meinte, dass er einen Brief an Mahmud Ahmadineschad geschickt hätte, in dem er „den Wunsch nach Frieden der israelischen Nation“ ausgedrückt hätte und ebenso „Selbstverteidigungswillen“.
Bei der Ankunft Ahmadinejads kritisierte er die israelische Regierung für deren Untätigkeit und nannte Ahmadinejad „eine weltweite Katastrophe“ und stellte dabei klar, dass Israel Frieden wolle, aber keinen Krieg. Er warnte auch davor, dass Mahmud Ahmadineschad das persische Imperium wiederherstellen wolle, dabei solle der Libanon eine armee basis sein.

### Arabisch-israelischer Konflikt und Frieden
Kara glaubt, dass Israel „niemanden hat, mit dem sie Frieden schließen muss“, und dass alle Friedenspartner zum Ziel hätten, den Status quo Israels zu schwächen. Er bemerkte, dass Israelis wie Europäer denken würden und daher die Gedanken der Araber nicht nachvollziehen könnten. Er kritisierte den Oslo-Friedensprozess, weil dieser „der kriminellen palästinensischen Führerschaft“ aus dem Libanon und Tunesien das Recht verlieh, die ehemals israelischen Gebiete wie Judäa, Samaria und Gaza zu kontrollieren."
Juli 2010 warnte Kara den Staat Israel davor, sich nicht durch die offen gezeigte Sympathie Obamas für Israel täuschen zu lassen. Kara erklärte, dass Obama „sich jetzt nicht schlecht anhört, weil er jüdische Stimmen und Geld braucht. Ich werde jedoch niemals den Druck, den er auf Netanyahu ausgeübt hat vergessen, ebenso wenig den Stress, den ich beim Premierminister bemerken konnte, als dieser von Washington zurückgekommen ist.“
Einige Tage später hat er in einem Interview die Dreistaatenlösung gutgeheißen, indem er sagte, dass Ägypten wieder die Kontrolle über Gaza aufnehmen sollte. Er erklärte, dass die Araber ein Restauration der Situation vor dem Sechstagekrieg wünschen, als Gaza noch Teil Ägyptens war. Außerdem erwähnte Kara, dass es für die Sicherheit Ägyptens vorteilhaft sein würde, den iranischen Einfluss im Gaza endgültig zu beseitigen. In einem Interview bemerkte Kara, dass „in der ganzen Geschichte es niemals einen Staat Palästina gegeben habe“. Er schlug vor, dass Jordanien, in dem 90 % der Palästinenser leben, die Verwaltungshoheit arabischer Städte im Westjordanland übernehmen solle, während Israel die Verteidigung, die Hauptstädte und breite Gebiete im Territorium kontrollieren solle.
Bei dem Waldbrand in Israel 2010, erklärte Kara, dass der Waldbrand „ein terroristischer Akt“ in Form von Brandstiftung sei, und meinte, dass die Täter wie Adolf Eichmann hingerichtet werden sollten. Einige der 41 Opfer, die in der Feuersbrunst umkamen, waren Drusen.
2011 trafen sich Kara und dessen Parteigenosse Arieh Eldad mit Glenn Beck. Dabei erklärte Eldad, dass es einen palästinensischen Staat in Jordanien gäbe. Daraufhin fügte Kara hinzu, dass "die Welt versteht nicht, dass es bereits zwei Staaten hier gibt, und sie wollen jetzt drei Staaten. Es gab nie Palästinenser in diesem Gebiet." Beim gleichen Treffen erklärte Kara, dass der Zionismus mit der drusischen Tradition übereinstimme, weil sie beide Nachkommen Jitros seien, ihnen sei "befohlen, das Land Israels für das Volk Israels zu erhalten".
Bei der ersten internationalen Konferenz über regionale Zusammenarbeit in Tel Aviv, meinte Kara, dass Israel eher mit Geschäftsleuten zusammenarbeiten könne, als mit der palästinensischen Autonomiebehörde.

### Israelischer Siedlungsbau
Er gilt als treuer Befürworter des israelischen Siedlungsbaus in der West Bank und sprach bei einer Veranstaltung, die das Ende des vorläufigen Baustopps feierte. Er kritisierte den Baustopp als nicht hilfreich, weder für Israel noch für die Palästinenser, und meint, dass der Angriff auf jüdische Siedler im August 2010 zeigte, dass der Baustopp nur einer „Beschwichtigungspolitik“ diene und nicht funktioniere.
Bei einem Richtfest eines neu erbauten Hauses in der West Bank erklärte Kara: „Die Vertreibung der Juden aus Gusch Katif blieb erfolglos, die Vertreibung der israelischen Armee aus dem Libanon blieb erfolglos, sowie der vorläufige Baustop israelischer Siedlungen blieb erfolglos.“
Kara besuchte die israelische Version der amerikanischen Tea-Party-Proteste mit anderen Abgeordneten und Parteimitgliedern des Likud. Sie riefen Obama dazu auf, den israelischen Premierminister Netanjahu nicht mehr zu erpressen. Der israelische Premierminister solle seine Stellung behaupten und jüdische Rechte und Werte hochhalten.
2010 besuchte Kara eine Veranstaltung zur Eröffnung der Siedlung Rewawa (hebräisch רְבָבָה), einer israelischen Siedlung von 250 Familien in der West Bank, zwischen Barkan (hebräisch בַּרְקָן) und Karnei Schomron (hebräisch קַרְנֵי שׁוֹמְרוֹן) (lit. „Sonnenstrahlen von Samaria“). Die Veranstaltung wurde auch von christlichen Sympathisanten besucht. Er begrüßte die Touristen und sagte: "Ich sage allen Nichtjuden, die hier sind: Ich bin ebenso kein Jude, aber im Geist bin ich sehr jüdisch und sehr zionistisch, und so seid ihr! Gut für euch, dass ihr hier seid, um Israel zu unterstützen."
2011 enthielt er sich jedoch der Stimme, als ein Antrag von Knessetabgeordneten der Nationalen Union eingebracht wurde, der vorsah, die Souveränität der israelischen Siedlungen im Westjordanland zu stärken.